# Lago del Vallonasso di Stroppia
Il lago del Vallonasso di Stroppia è un lago della provincia di Cuneo.

## Caratteristiche
Il lago è così chiamato perché si trova alla testata del Vallonasso di Stroppia, un vallone di origine glaciale separato dal solco principale della val Maira da una bastionata rocciosa e che alimenta le omonime Cascate di Stroppia. Si tratta di uno specchio d'acqua di origine naturale, il più grande della Val Maira. Presso il lago si trova il Bivacco Barenghi.

## Escursionismo
Il lago del Vallonasso è raggiungibile seguendo il sentiero Dino Icardi o anche il sentiero Roberto Cavallero.